# 巴塞爾和約
1795年的巴塞爾和約包含了三個與法國在大革命期間有關的和約（由弗朗索瓦·德·巴泰勒米代表）。
- 第一條於4月5日與普魯士（由卡爾·奧古斯特·馮·哈登伯格代表）簽訂[1]。
- 第二條於7月22日與西班牙（由多明戈·德伊里亞特（英语：Domingo d'Yriarte）代表）簽訂，結束了庇里牛斯戰爭。
- 第三條於8月28日與黑森-卡塞爾伯國（弗里德里希·西吉斯蒙德·維茲·馮·埃申（德语：Friedrich Sigismund Waitz von Eschen）代表）簽訂，結束了法國大革命戰爭的第一次反法同盟。

## 細節
憑藉著出色又狡猾的外交手段，這些和約讓法國能逐一安撫第一次反法同盟之各敵國，並各個擊破。此後，革命後的法國成為歐洲主要列強。
第一條簽訂於1795年4月5日的法普和約，從1794年就開始討論，內容包括普魯士退出致力於瓜分波蘭的同盟，並適時撤回與奧、俄對抗的軍隊（參見法國大革命戰爭及拿破崙戰爭）。另外，普魯士還私下承認法國對萊茵河西岸的控制權，以待帝國議會的轉讓。法國也歸還了戰爭中佔領的所有萊茵河東岸領土。4月6日晚上，法普雙方代表（弗朗索瓦·德·巴泰勒米及卡爾·奧古斯特·馮·哈登伯格）簽訂了正式文件。然而他們並非直接面對面，雙方都在各自的住所（Rosshof或邊境伯宮），文件則是由快遞員傳遞。和約中有關割讓萊因河左岸的部分係秘密條款，並承諾如果萊茵河左岸將於法國最終的全面和平中得到保障，那普魯士將得到右岸作為補償。彼得·奧克斯起草了該條約，並擔任這些財務報表中很大一部分的調解人。
後來普魯士一直堅守了巴塞爾和約的各項條款，一直到1806年加入第四次反法同盟時才打破。
第二條簽訂於7月22日，西班牙割讓了伊斯帕尼奧拉島三分之二東部領土給法國，以繼續保有吉普斯誇省。法國再次於晚上和西班牙簽訂和約，西方由多明戈·德伊里亞特代表於奧克斯大廈（Ochs, Holsteinerhof）和法方簽約。
這兩條分別與普魯士和西班牙簽訂的和約有效地破壞第一次反法聯盟中兩個主要的敵人。
1795年8月28日，第三條合約簽訂完成，法國與黑森-卡塞爾伯國恢復和平，後者由弗里德里希·西吉斯蒙德·維茲·馮·埃申代表簽訂。
此外，還有針對換俘的部分進行了協議，以換回在比利時被俘的奧軍。